# Международный финансовый центр Пинъань
Международный финансовый центр Пинъань — комплекс зданий, включающий 599-метровый, 115-этажный небоскрёб в городе Шэньчжэнь, провинция Гуандун, Китай. Строительство завершилось в 2017 году. После завершения строительства здание стало 4-м в рейтинге самых высоких зданий мира и 2-м по высоте в Китае. Комплекс также включает более низкую 66-этажную башню высотой в 307 м.
По завершении строительства здание должно было стать высочайшим в Китае, превзойдя Шанхайскую башню, и вторым по высоте в мире. Однако в марте 2015 года шпиль из проекта был удален, ввиду чего окончательная высота башни снижается с 660 до 599 м. Таким образом, Международный финансовый центр Пинъань стал вторым по высоте зданием в Китае и четвёртым по высоте небоскрёбом мира, не считая телебашен.

## Процесс строительства
Здание находится в центральном деловом районе города Шэньчжэня Футиан. Участок размером 18 931 м², был куплен группой Ping An через аукцион по цене 1,66 млрд юаней 6 ноября 2007 года. Первый камень в фундамент был заложен 29 августа 2009 года, и строительство началось в ноябре.
15 марта 2013 года процесс строительства был приостановлен по подозрению в использовании бетона, изготовленного из необработанного морского песка, который может привести к коррозии стали конструкций. Строительство возобновились после того, как прошло тестирование образцов.
15 июля 2014 года небоскрёб Пинъань превысил отметку 443,8 м, став самым высоким зданием в Шэньчжэне. 30 апреля 2015 года здание стало вторым по высоте в Китае, достигнув отметки в 599 м. По первоначальному плану на крыше должна была быть установлена 60-метровая антенна, что делало бы небоскрёб самый высоким в Китае, превосходя Шанхайскую башню. Тем не менее в феврале 2015 года антенна была удалена из плана в связи с тем, что это может помешать полётам авиации.

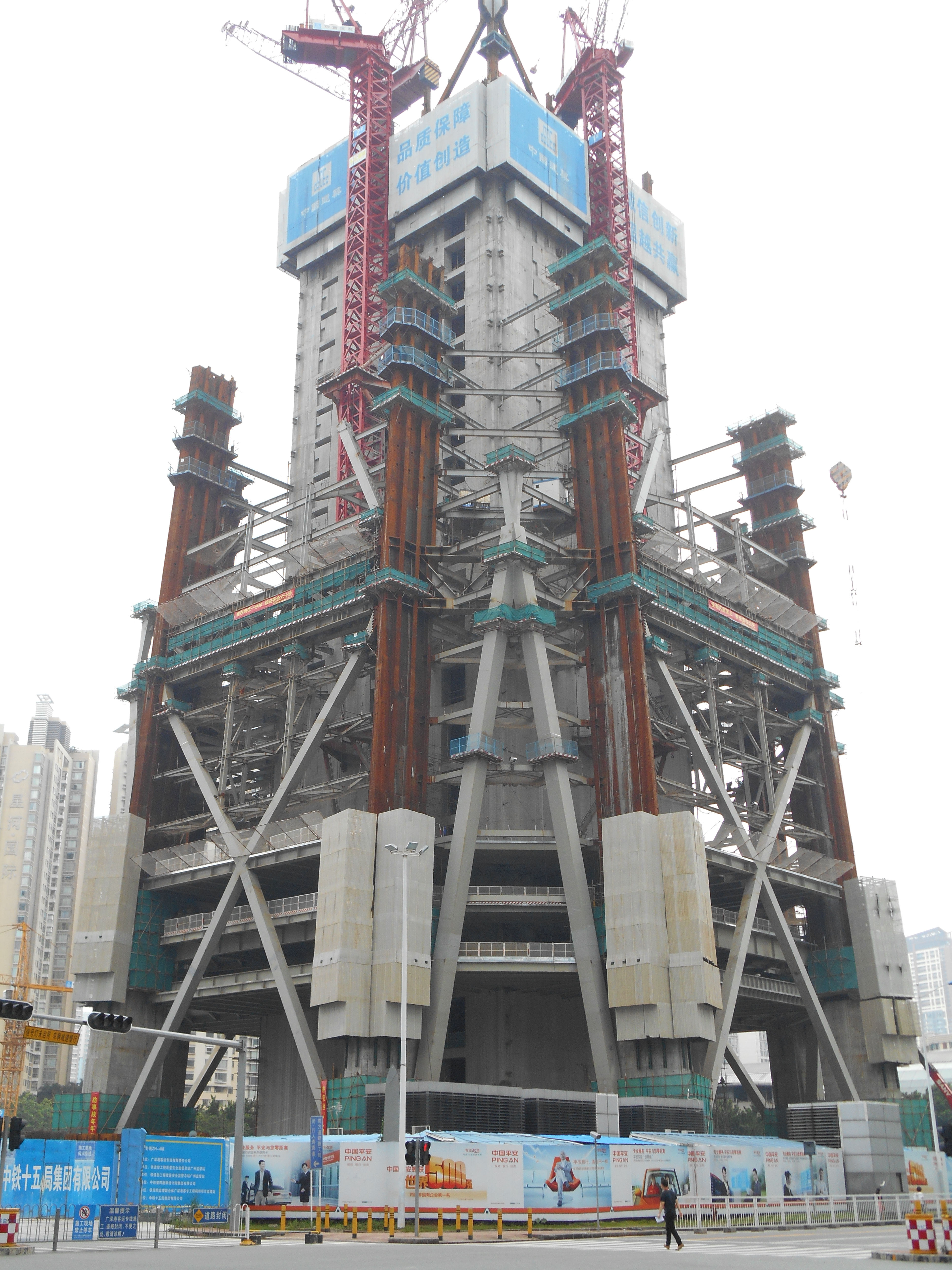
июнь 2013
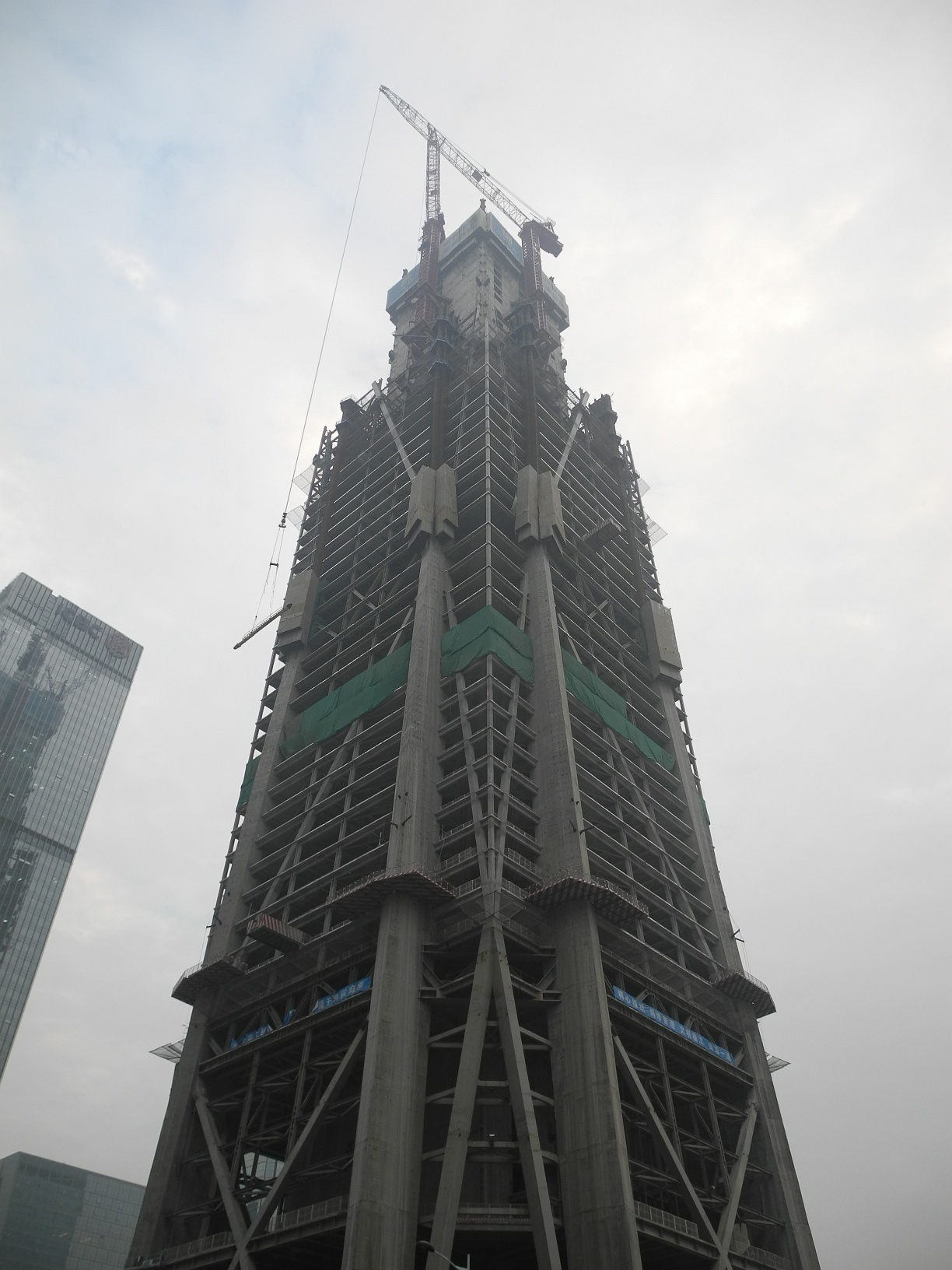
декабрь 2013
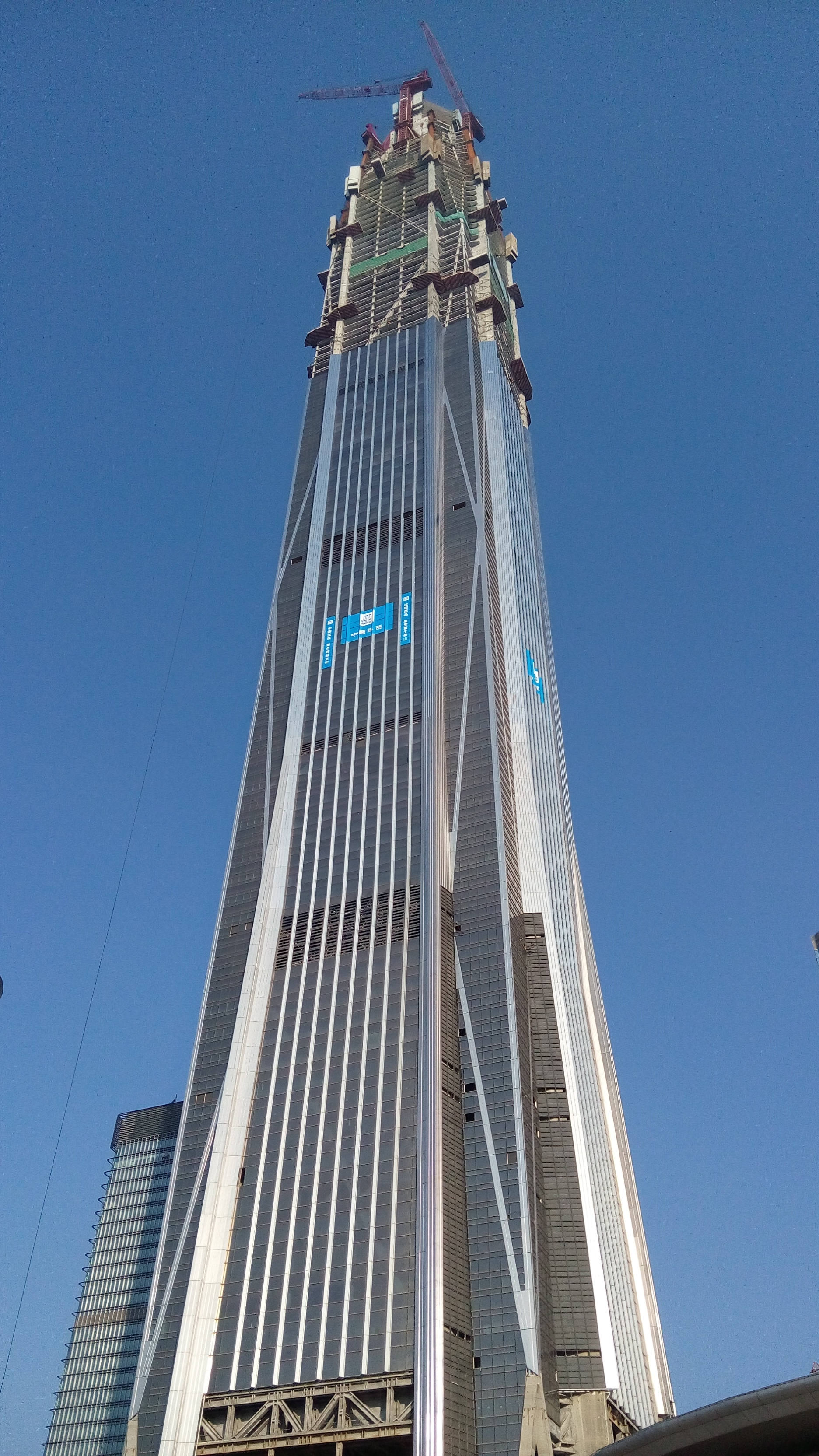
декабрь 2014
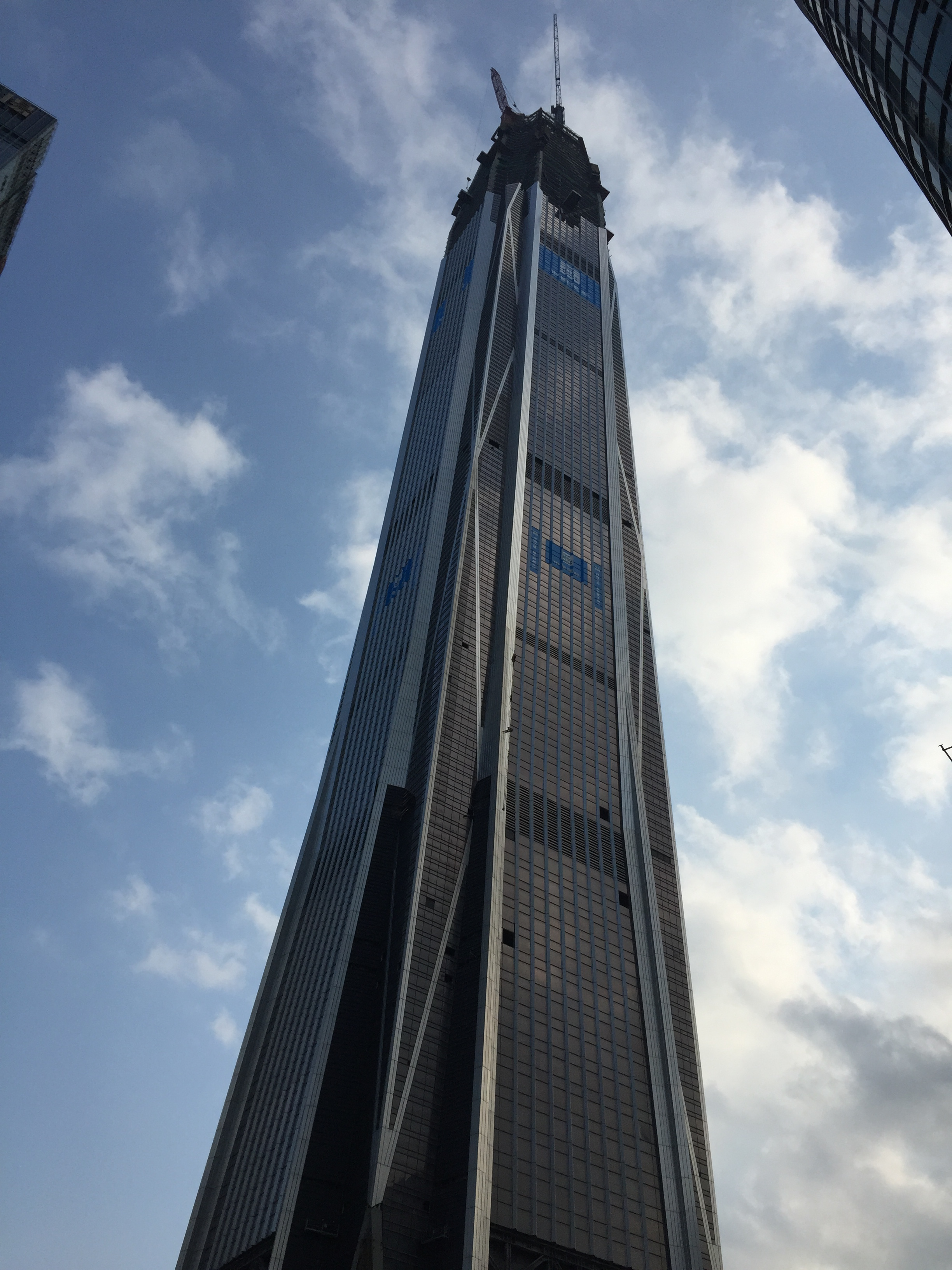
май 2015
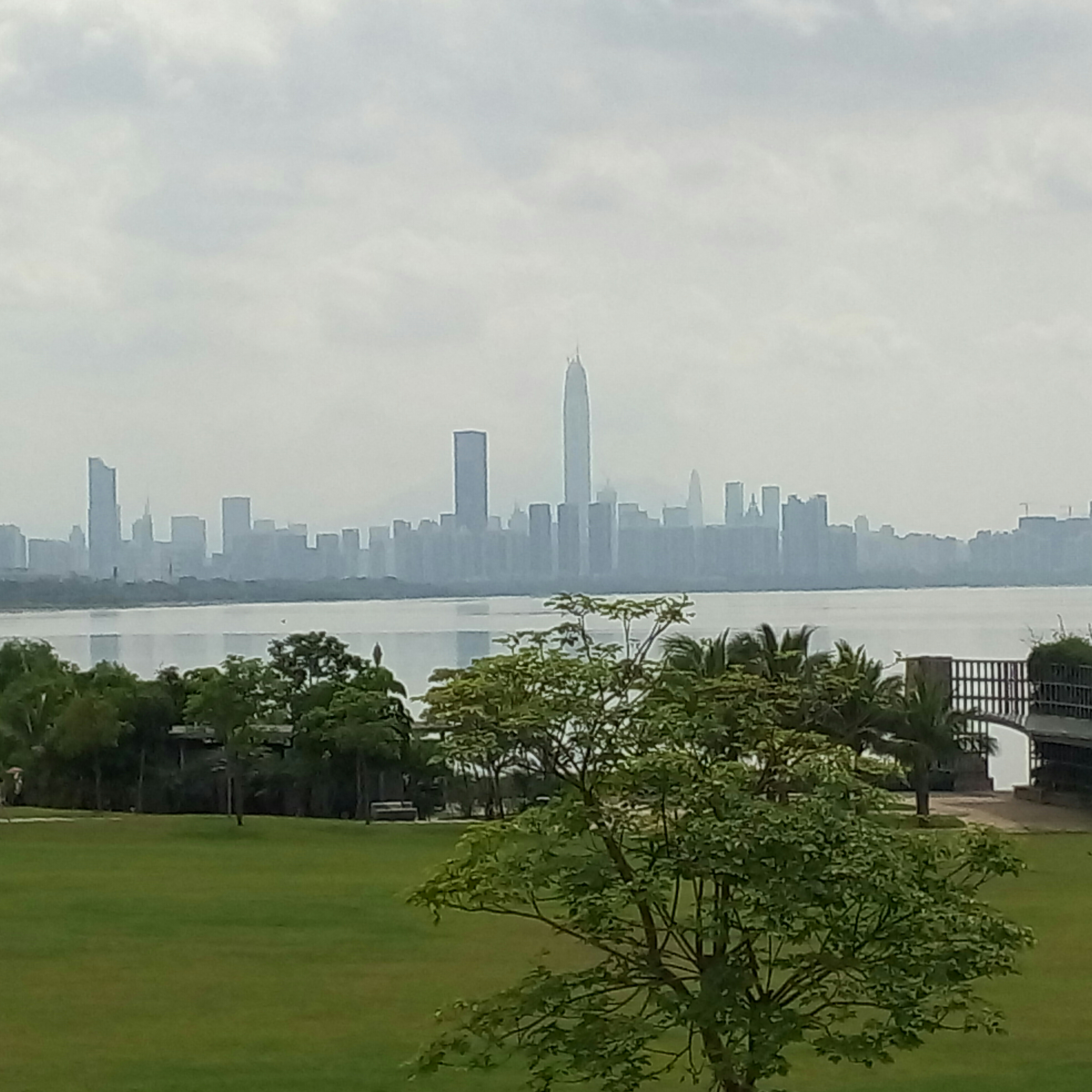
Вид на Шэньчжэнь. Пинъань в центре